# Gustav Vulpius
Gustav Friedrich Adolph Vulpius (* 9. Juni 1839 in Boxberg; † 5. August 1917 in Heidelberg) war ein deutscher Apotheker. Er gehörte zu den bekanntesten pharmazeutisch-fachwissenschaftlichen Schriftstellern des ausgehenden 19. Jahrhunderts.

## Leben
Nachdem Gustav Vulpius in Stuttgart das Gymnasium besucht hatte, begann er 1853 in Langensteinbach (Karlsbad) seine pharmazeutische Lehre. Vier Jahre später legte er in Karlsruhe die Gehilfenprüfung ab. Anschließend arbeitete er als Gehilfe in Bruchsal, Biel und Neuveville.
In Heidelberg studierte er Pharmazie, wobei er in den Wintermonaten in der väterlichen Apotheke half. Nachdem er in Karlsruhe das Staatsexamen abgelegt hatte, wurde er der Verwalter der Apotheke seines Vaters. 1866 kaufte er sie, verkaufte sie allerdings 6 Jahre später wieder.
1872 zog Vulpius nach Heidelberg. Hier arbeitete er beim Archiv der Pharmazie und der Pharmazeutischen Zeitung. 1875 promovierte er in Jena zum Dr. phil. 1876 wurde ein akademisches Krankenhaus in Heidelberg errichtet. Hier übernahm Vulpius die Einrichtung und Leitung der Anstaltsapotheke bis zum Jahr 1901.
Vulpius veröffentlichte viele seiner Arbeiten und Forschungsergebnisse im neuen „Jahrbuch der Pharmacie“ und in dem „Archiv der Pharmacie“. Dazu gehören seine Arbeiten zum Nachweis von Quecksilber im Harn, zur Prüfung von Ferrum reductum, Bildung von Sublimat in Kalomelpulvern und zur Isolierung des Condurangins aus der Condurangorinde.
Des Weiteren war Vulpius Mitglied des Deutschen Apotheker-Vereins. Durch ihn wurde eine ständige Pharmakopöekommission ins Leben gerufen. Dadurch verlegte er seine Arbeit auf das Arzneibuchwesen und es kam zur ersten Ausgabe des „Ergänzungsbuches zum Deutschen Arzneibuch“. Auch beteiligte sich Vulpius an der Bearbeitung der „Real-Enzyklopädie der gesamten Pharmazie“.

## Veröffentlichungen
- Ueber die Bestandtheile der Salvia glutinosa L. Dissertation. Jena 1873. (Digitalisat)
- Über Condurango-Glycoside. In: Archiv der Pharmazie. 64, 1885, S. 299–302.